# Луїза Болус
Луїза Болус, до шлюбу Кенсіт (англ. Louisa Bolus; 1877—1970) — південноафриканська ботанікиня, систематикиня, ботанічна та наукова ілюстраторка, ботанічна колекціонерка, кураторка Гербарію Болуса з 1903 року. Луїза Болус систематизувала 1494 види наземних рослин, це більше, ніж інші жінки в ботаніці.

## Юність та навчання
Луїза Кенсіт народилася 31 липня 1877 року у місті Бургерсдорп, Капська провінція, Південна Африка. Вона була дочкою Вільяма Кенсіта та Джейн Стюарт Кенсіт, британців за походженням. Її дідусь Вільям Кенсіт був серйозним ботаніком-любителем та колекціонером зразків рослин у Південній Африці. Вона навчалася у колегіальній середній школі для дівчат у Порт-Елізабет, у 1899 році отримала диплом викладача, а у 1902 ступінь бакалавра літератури та філософії в Університеті Мису Доброї Надії.

## Кар'єра
Під час навчання в коледжі Луїза Кенсіт працювала помічницею чоловіка своєї двоюрідної тітки Софії Гаррі Болуса у його гербарії. У червні 1913 року стала членкинею-засновницею ради Ботанічного товариства Південної Африки; також була членкинею-засновницею Товариства захисту дикої природи та членкинею Королівського товариства Південної Африки, Лондонського Ліннеївського товариства та Асоціації Південної Африки з розвитку науки. У 1903 році Луїза Кенсіт була призначена кураторкою Гербарію Болуса і пішла у відставку з цієї посади у 1955 році. Вона найняла ботанічну ілюстраторку Луїзу Гатрі як співробітницю гербарію.
У 1919 році була опублікована її перша книга Elementary Lessons in Systematic Botany. Після цього вийшли два томи книг про квіти Південної Африки. Протягом свого життя Луїза Кенсіт працювала в низці ботанічних журналів та редагувала Annals of the Bolus Herbarium.
Луїза Болус більшу частину життя на поглибленно досліджувала Mesembryanthemum. Її праця Notes on Mesembryanthemum and Allied Genera  опублікована у 1927 році. Згодом вона видала три книги, які охоплювали детальні латинські описи приблизно 1500 рослин. У 1936 році Луїза Болус отримала почесний ступінь доктора наук від Стелленбоського університету.
У 1943 році Луїза Болус була співавторкою Flowering Plants of South Africa, видання Едвіна Персі Філліпса, а у 1951 році вона була гаранткою видання Wild Flowers of the Cape of Good Hope. Болус запровадила уроки вивчення природи у Національному ботанічному саду Кірстенбош. У 1966 році вона стала віцепрезидентом Африканського товариства сукулентних рослин.
Луїза Болус вивчала флору території навколо Мису Доброї Надії, особливо родини Ericaceae та Orchidaceae. Вона часто публікувалася у наукових ботанічних журналах, а також видавала популярні статті з садівництва.
Рід Kensitia, що належить до великої родини Mesembreyanthemum, був заснований на честь Луїзи Болус (за її дошлюбним прізвищем Кенсіт). Також на її честь названо рід Bolusanthus та вид Geissorhiza louisabolusiae.

## Особисте життя
У 1912 році Луїза Кенсіт одружилася з сином Гаррі Болуса Френком Болусом. Овдовіла у 1945 році. Луїза Болус померла у своєму домі в Клермонті, Кейптауні у 1970 році у віці 93 років.

## Публікації
- Annals of the Bolus Herbarium. University Press. 1914.
- Elementary Lessons in Systematic Botany. Cape Town. 1919.
- Notes on Mesembryanthemum and Allied Genera. University of Cape Town. 1927.
- A Book of South African Flowers. Juta. 1928.
- A Second Book of South African Flowers. Specialty Press of South Africa. 1936.